# Johannes Holzinger

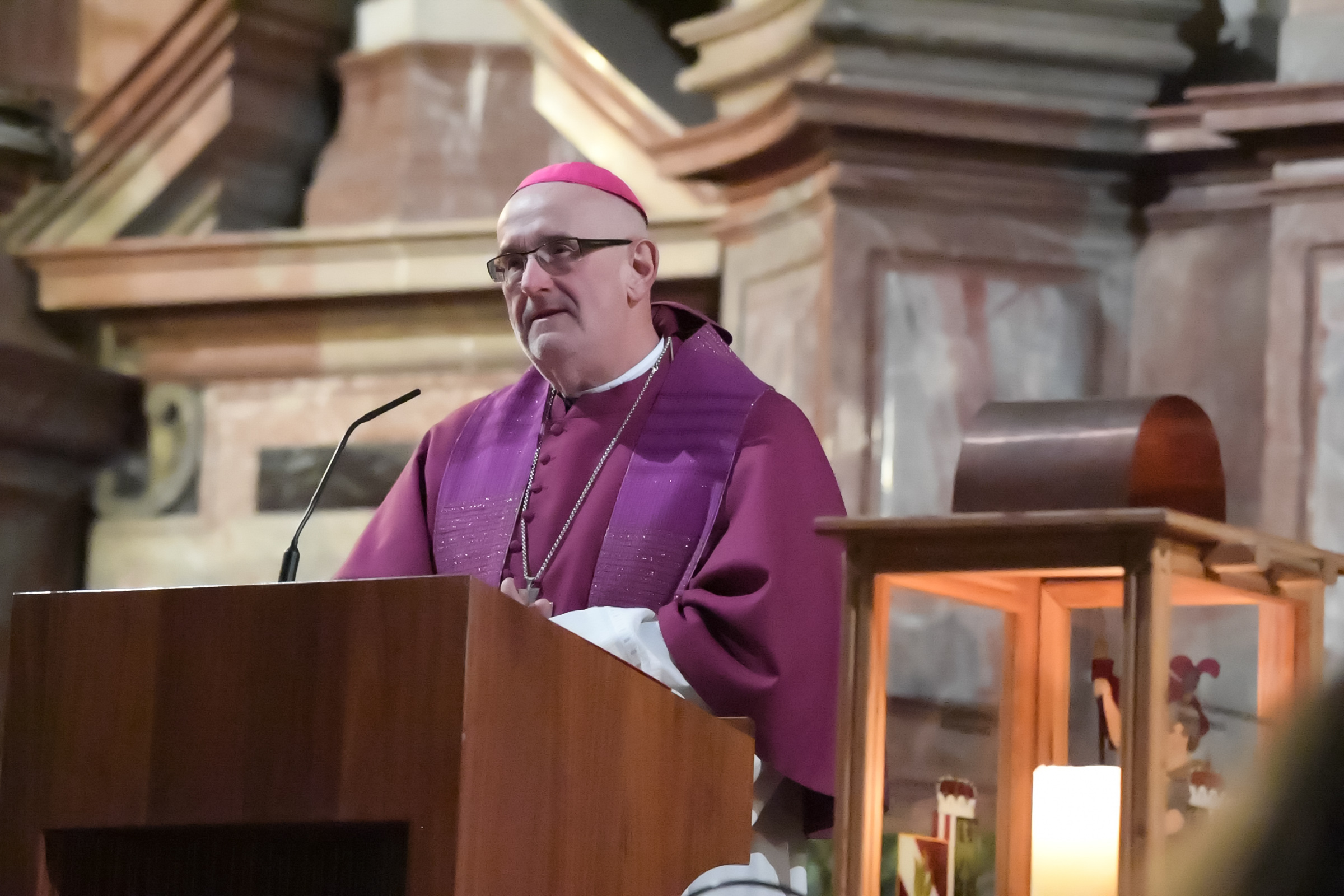
Generalabt Propst Johannes Holzinger (2017)

Johannes Holzinger CanReg (* 12. April 1951 Attnang, Österreich) ist ein österreichischer römisch-katholischer Ordenspriester. Er ist seit 2005 der 57. Propst des Augustiner-Chorherrenstift Sankt Florian und seit 2017 Generalabt der Kongregation der österreichischen Augustiner-Chorherren.

## Leben
Holzinger begann am 27. August 1970 das Noviziat im Stift St. Florian, wo er 1971 die einfache, am 28. August 1974 die ewige Profess ablegte und am 11. April 1977 die Priesterweihe empfing. Danach war er Kaplan in den Pfarren Feldkirchen, Vöcklabruck und Attnang, ab 28. August 2004 Stiftsdechant und Pfarrer von Hargelsberg. Am 11. Februar 2005 wählte ihn der Konvent des Stiftes Sankt Florian zum Propst, nachdem Wilhelm Neuwirth altersbedingt seinen Rücktritt einreichte. Die Benediktion spendete der Diözesanbischof von Linz, Maximilian Aichern, am 6. März 2005 in der Stiftskirche von Sankt Florian.
Am 19. Oktober 2017 wählte ihn das Generalkapitel der Kongregation der österreichischen Augustiner-Chorherren im Stift Klosterneuburg zum Generalabt. Er folgte Bernhard Backovsky, der dieses Amt seit 2002 ausübte.
Holzinger ist Kurat der Feuerwehrseelsorge des Bezirkes Linz-Land sowie Ordensprälat des „Lazarus-Ordens“.
2015 befürwortete Holzinger, dass neben Zölibatären auch verheiratete Männer zu Priestern und Frauen zu Diakoninnen geweiht werden sollen.
Zudem ist er Feuerwehrkurat des Bezirkes Linz-Land.

## Auszeichnungen
- Silbernes Ehrenzeichen des Landes Oberösterreich (2013)[6]